# Funicular de San Francisco
El Tranvía Funicular de San Francisco (en inglés: San Francisco cable car system) es un sistema funicular que opera en San Francisco, California. Inaugurado el 18 de junio de 1878, llegó a tener 23 líneas repartidas en varias empresas. Actualmente el sistema cuenta con 3.

## Historia
Los primeros tranvías de San Francisco eran arrastrados por caballos que a duras penas lograban escalar las arduas pendientes de la ciudad. En el año 1873 se probó el primer tranvía con tracción por cable. Tras su éxito inicial, este sistema vio peligrar su existencia cuando en 1892 se introdujeron los primeros tranvías eléctricos. Estos requerían la mitad de la inversión para su construcción y mantenimiento, podían llegar más lejos y eran más rápidos. Y pese a los nuevos modelos, el cable car logró sobrevivir gracias a la gran ventaja de poder subir las pendientes de manera eficiente, de la misma manera que lo haría años más tarde, en la década de los 20, tras la inauguración de la primera línea de autobuses y con el comienzo de operación de los trolebuses a partir de 1935. 
Este medio de transporte estuvo a punto de desaparecer en 1947 cuando el alcalde Lapham declaró "La ciudad debe deshacerse de todas las líneas de cable car tan pronto como sea posible". En respuesta, Friedel Klussmann fundó el "Comité Ciudadano para Salvar los Cable Cars". El comité comenzó una campaña pública demostrando que el valor del servicio para la ciudad era mucho más grande que su costo operativo. Tuvieron éxito en crear un plebiscito (Measure 10) en las elecciones de noviembre de ese año.  

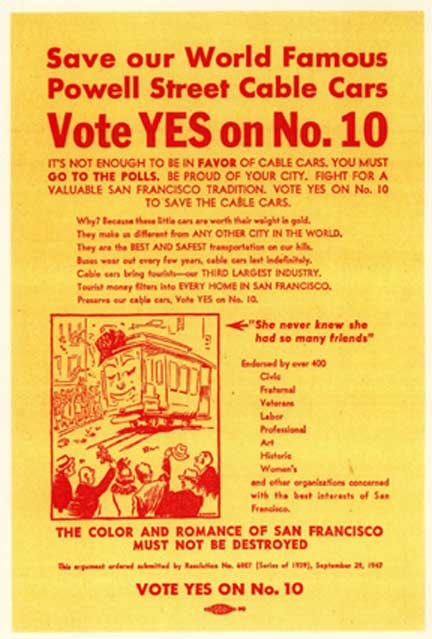

La prensa apoyó y el público también. Celebridades se sumaron y los comerciantes se dieron cuenta de que los turistas no iban a San Francisco a viajar en autobús. La victoria fue arrasadora (170 000 votos a favor contra 50 000 en contra) y la ciudad se vio obligada a mantener el sistema de cable de la calle Powell. No obstante, la ciudad perdió la mitad de sus líneas sobrevivientes de tranvías a cable. En 1964 el sistema de cable car fue declarado Patrimonio Histórico Nacional.  
Entre septiembre de 1982 y junio de 1984 el sistema fue totalmente reconstruido y modernizado para garantizar su supervivencia. Debido a la clausura, nació la base para la operación de la actual línea de tranvías eléctricos históricos F por Market Street al crearse una nueva atracción para los turistas mientras los cable cars estaban fuera de servicio.
La causa de su casi extinción fueron los costos de renovación del sistema, que ya mostraba su antigüedad para 1940, sumado a los costos de mantenimiento y operativos, además de la competencia de automóviles particulares y de los autobuses que se veían como modernos frente a cualquier tipo de tranvía o trolebús.
Actualmente, el cable car de San Francisco es una de las mayores atracciones turísticas de la ciudad.